# Harrisia bonplandii
Harrisia bonplandii es una especie de cactus originario de América del Sur.

## Denominaciones
A los  cactus del Gran Chaco (Paraguay, Argentina, Bolivia), generalmente se le llaman tunas y a esta variedad específica "reina de la noche''. Los frutos y raíces son comestibles y bien conocidos por las naciones nativas del Gran Chaco.
Los nombres en diferentes idiomas de las naciones originarias son: 
Ayoreo: daturirai / datura; Enxet: laapang; Nivaclé: sôtôyuc.  
Qom: yepat; Moqoit: yepat / notor'ok'ishík;
Wichí: a la planta Ithan-lhile y a los frutos ithan-lhay
En Argentina también se le conoce como "pasacana o ulúa". La planta a menudo pasa desapercibida en el bosque, pero no puede pasar desapercibida cuando florece sólo por la noche y de ahí su nombre en español.
El nombre bonplandii honra al científico francés Aimé Bonpland.

## Descripción
Harrisia bonplandii tiene un tallo basal hasta de 8 cm de diámetro, con leño muy desarrollado, con ramas apoyantes, erguidas de 1 a 3 (y hasta 8) metros de largo, con un diámetro de 3-4 (hasta 5) cm, verde oscuro, no articuladas, pero a veces con leves estrechamientos;  con 3-4 costillas (raro 5), obtusas. Las areolas están separadas 2-3 cm en las innovaciones, hasta 5 cm en ramas adultas y tienen de 4-7 espinas radiales de 1-2 cm longitud; una espina central de 2,5-3 cm, todas rígidas, rojizas al nacer, con ápice y base negruzca. Sus flores son de 15-25 cm long. y casi 15 cm diámetro. En la antesis, el receptáculo es de casi 12 cm longitud, verde, rojizo en la base, con escamas grandes, de base ancha: casi 1,5-2 cm longitud x 0,5 cm lat., de axilas con pelos poco evidentes. Filamentos estaminales y estilo verdosos en la base. Frutos globosos, rojo-oscuro, de 5 cm diámetro, con escamas anchas y largas, que contiene semillas negras, rugosas y grandes de casi 2,5 mm.

## Distribución
Harrisia bonplandii se puede encontrar en el suroeste de Brasil, Paraguay, Bolivia y el norte de Argentina, en el Gran Chaco, a elevaciones de 80 a 900 metros.

## Taxonomía
La primera descripción como Cereus bonplandii fue realizada en 1837 por Ludwig Georg Karl Pfeiffer. Nathaniel Lord Britton y Joseph Nelson Rose clasificaron el tipo en 1920 como Género Harrisia.

## Literatura
- Edward F. Anderson (2005), Das große Kakteen-Lexikon (en alemán), Urs Eggli (trans.), Stuttgart: Eugen Ulmer KG, p. 338, ISBN 3-8001-4573-1.